# Samhällets olycksbarn
Samhällets olycksbarn (fransk originaltitel: Les Misérables) är en roman av Victor Hugo, utgiven 1862, 20 år efter att den började skrivas. Romanen, som kan sägas höra hemma någonstans mellan romantiken och realismen, är framför allt ett humanitärt verk som uppmanar till mänsklig medkänsla och hopp även då man ställs inför motstånd och orättvisa. Samhällets olycksbarn är också en historisk roman, som detaljerat skildrar samhälle och politik i Frankrike under det tidiga 1800-talet, i efterdyningarna av franska revolutionen och Napoleonkrigen.

## Handling
Den fattige skogsarbetaren Jean Valjean döms till fem års straffarbete för stöld av bröd. Efter upprepade rymningsförsök utökas hans straff till 19 år. När Valjean till slut blir frigiven är han hård och bitter på grund av all förnedring han fått uthärda, men han lyckas åter bli en god människa. Han kommer upp sig i samhället, och blir en framgångsrik industriman och borgmästare. Men från hans förflutna kommer Javert, en före detta fångvaktare som avancerat till polis, och som drivs av en fanatisk övertygelse att brottslingar är och förblir brottslingar som aldrig kan sona sina felsteg. Javert ser det som sin plikt att föra Valjean tillbaka till bagnon. Valjean tvingas fly till Paris med sin skyddsling Cosette.

## Adaptioner

### Musikal
Romanen har gjorts till en mycket framgångsrik musikal av Alain Boublil och Claude-Michel Schönberg. Musikalen, som även finns översatt till svenska, har fått behålla sin originaltitel Les Misérables. Det har även gjorts en avfilmad konsertant och en dessvärre ofullständig föreställning från Londons Royal Albert Hall, Les Misérables - The Dream Cast in Concert.
Svenska uppsättningar har uppförts på Cirkus i Stockholm 1990, Värmlandsoperan 1996, GöteborgsOperan 2000, Malmö Musikteater/Malmö Opera 2001 samt 2011, en svenskspråkig finländsk uppsättning på Åbos Svenska Teatern från september 2010 och Wermland Opera 2016.